# Singapore Island Country Club
De Singapore Island Country Club (SICC) is een combinatie van The Royal Singapore Golf Club, de oudste golfclub, en The Island Club, de oudste countryclub in Singapore.
De SICC is in 1963 opgericht na de fusie van beide clubs.

## De club

#### The Golf Club
Toen de Britse rechter Sir John Tankerville Goldney in 1887 in Singapore kwam wonen, bestond er nog geen golfclub. Hij richtte The Golf Club op en opende de baan door op 17 juni 1891 de eerste bal af te slaan. De 9-holes golfbaan lag midden in de racebaan van de Singapore Sporting Club en Goldney werd de eerste voorzitter. Alleen Engelsen mochten lid worden, en de dames mochten, hoewel ze geen lid mochten worden, op dinsdag spelen. In 1894 werd het clubhuis geopend en in 1907 werd het uitgebreid. De club had toen 200 leden.
Toen The Golf Club in 1920 besloot te verhuizen naar Bukit Timah, een gebied naast het MacRitchie reservoir, duurde het nog vier jaar totdat de nieuwe baan in 1924 klaar was. In 1925 werd het nieuwe clubhuis geopend. Sommigen leden bleven lid op de Race Course.
In 1938 werd koning George IV beschermheer van de club, waarna de naam van de club The Royal Singapore Golf Club (kortweg The Royal) werd.

#### The Island Club
Toen The Golf Club in 1924 verhuisde, bleef de baan bij de racebaan bestaan. Dit leidde tot de oprichting van Race Course Golf Club. Dit werd de eerste club waar ook Aziaten lid mochten worden.
Drie jaar later werd de grond verkocht en moest de club verhuizen. Er werd een geschikt stuk land gevonden midden op het eiland. De nieuwe club kreeg de naam The Island Club. Het is de oudste country club van Singapore, want naast een golfbaan beschikten de leden over een zwembad en enkele tennisbanen. De golfbaan werd aangelegd door de Schotse golfbaanarchitect Peter Robinson.
In 1952 kwam de Gravin van Kent op de club theedrinken, en kreeg de club het predicaat Koninklijk.
In 1961 werd de eerste editie van het Singapore Open op The Island gespeeld.

#### De Singapore Island Golf Club
Tijdens de Tweede Wereldoorlog werden beide golfclubs in 1942 door de Japanse bezetter in gebruik genomen. Het clubhuis van de Island GC werd bovendien gebombardeerd. Na de oorlog werden beiden golfbanen en clubhuizen gerestaureerd, maar al gauw rees de vraag of het niet verstandig was te fuseren. In 1963 gebeurde dit, de nieuwe club kreeg de naam Singapore Island Country Club.
Een nieuw probleem rees. Leden van The Island Club kwamen massaal op de Bukit baan spelen, die groter en veel beter was en dichter bij de stad lag. Frank Pennink werd aangetrokken om een goede 18 holesbaan op The Island aan te leggen. Hij werd in 1969 geopend. Ook werd het zwembad groter, en er kwamen squash-banen. The Island is meer een familie-club geworden, terwijl The Royal streeft naar grote toernooien. De club heeft twaalf professionals.

## De baan
De SICC heschikt dus over twee locaties en daarop drie 18-holes golfbanen. 
- De Bukit Course werd aangelegd door James Braid.

De baan wordt binnenkort gerenoveerd zodat hij beter tegen de regen kan. Ook zullen de greens, die nu Serangoon gras hebben, gemoderniseerd worden want de club wil weer regelmatig gastheer zijn van grote toernooien. Ook zal de baan ruim 350 meter langer worden.
- De Sime Course is vernoemd naar John Sime, voorzitter van The Royal in 1923. De Bukit en Sime holes lopen door elkaar heen.
- De Island Course, aangelegd door Peter Robinson, werd later door Peter Thomson van meer bunkers voorzien.

## Toernooien
- World Cup: 1969
- Rolex Masters: 1973 - 1998
- Singapore Amateurkampioenschap: 1999 (Island Course)
- Johnnie Walker Classic: 1993
- Lexus Cup: 2008
- Putra Cup: 2008 (Island Course)
- Singapore Open: 1961 - 1995, 2000 (alle op de Island Course)
- Singapore Masters: 2001